# Samuel Brenton
Samuel Brenton (* 22. November 1810 im Gallatin County, Kentucky; † 29. März 1857 in Fort Wayne, Indiana) war ein US-amerikanischer Politiker. Zwischen 1851 und 1857 vertrat er zweimal den Bundesstaat Indiana im US-Repräsentantenhaus.

## Werdegang
Samuel Brenton besuchte die öffentlichen Schulen seiner Heimat. Im Jahr 1830 wurde er zum Geistlichen der Methodistenkirche ordiniert. Anschließend arbeitete er in diesem Beruf. Schon damals litt er an gesundheitlichen Problemen. Seit 1834 lebte er in Danville (Indiana), wo er Jura studierte. Politisch war Brenton damals Mitglied der Whig Party. Zwischen 1838 und 1841 saß er als Abgeordneter im Repräsentantenhaus von Indiana. Danach war er bis 1848 wieder als Geistlicher in verschiedenen Städten Indianas tätig. Nach einem Schlaganfall musste er diesen Beruf dann aufgeben. In den Jahren 1849 bis 1851 arbeitete er für das Katasteramt in Fort Wayne.
Bei den Kongresswahlen des Jahres 1850 wurde Brenton im zehnten Wahlbezirk von Indiana in das US-Repräsentantenhaus in Washington, D.C. gewählt, wo er am 4. März 1851 die Nachfolge von Andrew J. Harlan antrat. Da er im Jahr 1852 nicht bestätigt wurde, konnte er bis zum 3. März 1853 nur eine Legislaturperiode im Kongress absolvieren. Zwei Jahre später wurde er als Kandidat der Opposition Party erneut in den Kongress gewählt. Dort löste er am 4. März 1855 Ebenezer M. Chamberlain wieder ab, der zwei Jahre zuvor sein Nachfolger geworden war. Im Jahr 1856 wurde Brenton als Kandidat der Republikanischen Partei wiedergewählt. Damit konnte er sein Mandat bis zu seinem Tod am 29. März 1857 ausüben. Diese Jahre waren von den Ereignissen im Vorfeld des Bürgerkrieges geprägt.